# サマキ・ウォーカー
サマキ・ウォーカー（Samaki Ijuma Walker, 1976年2月25日 - ）は、アメリカ合衆国の元バスケットボール選手。北米男子プロバスケットボールNBAのダラス・マーベリックス、サンアントニオ・スパーズ、ロサンゼルス・レイカーズなどでプレーした。

## 経歴

### 選手
ルイビル大学で2シーズンをプレーした後、1996年のNBAドラフト1巡目9位でダラス・マーベリックスに指名され入団し、NBAプレーヤーとなった。3シーズンプレーした後、2001年サンアントニオ・スパーズを経てロサンゼルス・レイカーズに入団し、2001-2002年の優勝に貢献した。
NBAでの通算成績は2,376得点(5.3ppg)、2,089リバウンド(4.7rpg)、316ブロック(0.7bpg)。